# Saliha
Saliha (arab. صَلْحَة) – nieistniejąca już arabska wieś, która była położona w Dystrykcie Safedu w Mandacie Palestyny. Wieś została wyludniona i zniszczona podczas I wojny izraelsko-arabskiej, po ataku Sił Obronnych Izraela w dniu 30 października 1948 roku.

## Położenie
Saliha leżała w Górnej Galilei, w odległości 1 kilometra na wschód od granicy z Libanem i 12 km na północ od miasta Safed. Według danych z 1945 roku do wsi należały ziemie o powierzchni 1 173,5 ha. We wsi mieszkało wówczas 1 070 osób.
| własność gruntów | powierzchnia gruntów (hektary) |
| ---------------- | ------------------------------ |
| Arabowie         | 1 173                          |
| Żydzi            | 0                              |
| publiczne        | 0,5                            |
| Razem            | 1 173,5                        |

| Rodzaj użytkowanych gruntów | hektary |
| --------------------------- | ------- |
| uprawy oliwek               | 2       |
| uprawy nawadniane           | 42,2    |
| uprawy zbóż                 | 740,1   |
| nieużytki                   | 385,4   |
| zabudowane                  | 5,8     |

## Historia
Po zakończeniu I wojny światowej wieś Saliha znalazła się w 1920 roku w obszarze francuskiego Mandatu Syrii i Libanu. Zgodnie z porozumieniem z 1923 roku, rok później Saliha wraz z 24 innymi wieśmi została przekazana do brytyjskiego Mandatu Palestyny. W okresie panowania Brytyjczyków Saliha była dużą wsią. We wsi znajdowała się szkoła podstawowa dla chłopców.

Podczas wojny domowej w Mandacie Palestyny w 1948 roku w rejonie wioski Saliha stacjonowały siły Arabskiej Armii Wyzwoleńczej. Podczas I wojny izraelsko-arabskiej w październiku 1948 Izraelczycy przeprowadzili operację „Hiram”. W dniu 30 października Saliha została zajęta przez izraelskich żołnierzy. Mieszkańcy wsi przywitali wkraczających izraelskich żołnierzy białymi flagami. Pomimo to Izraelczycy dopuścili się masakry ludności cywilnej. Pod gruzami wysadzonych domów zginęło około 60-70 mieszkańców. Następnie wieś została wysiedlona, a wszystkie domy wyburzono.

## Miejsce obecnie
Na terenie wioski Saliha utworzono w 1949 roku kibuc Jiron, natomiast część ziem uprawnych przejął w 1963 roku moszaw Awiwim. Palestyński historyk Walid Chalidi, tak opisał pozostałości wioski Saliha: „Jedynym zachowanym zabytkiem jest długi budynek (który mógł być szkołą) z licznymi wysokimi oknami. Teren jest płaski, w większości wykorzystywany jako grunty uprawne”.